# كلية كاليفورنيا للفنون
كلية كاليفورنيا للفنون (CCA) هي مدرسة للفنون والتصميم والهندسة المعمارية والكتابة مع حرمين جامعيين في كاليفورنيا، أحدهما في سان فرانسيسكو والآخر في أوكلاند. تأسَّست عام 1907، ويسجل فيها ما يقرب من 1225 طالبًا جامعيًا و400 طالب دراسات عليا.

## التاريخ

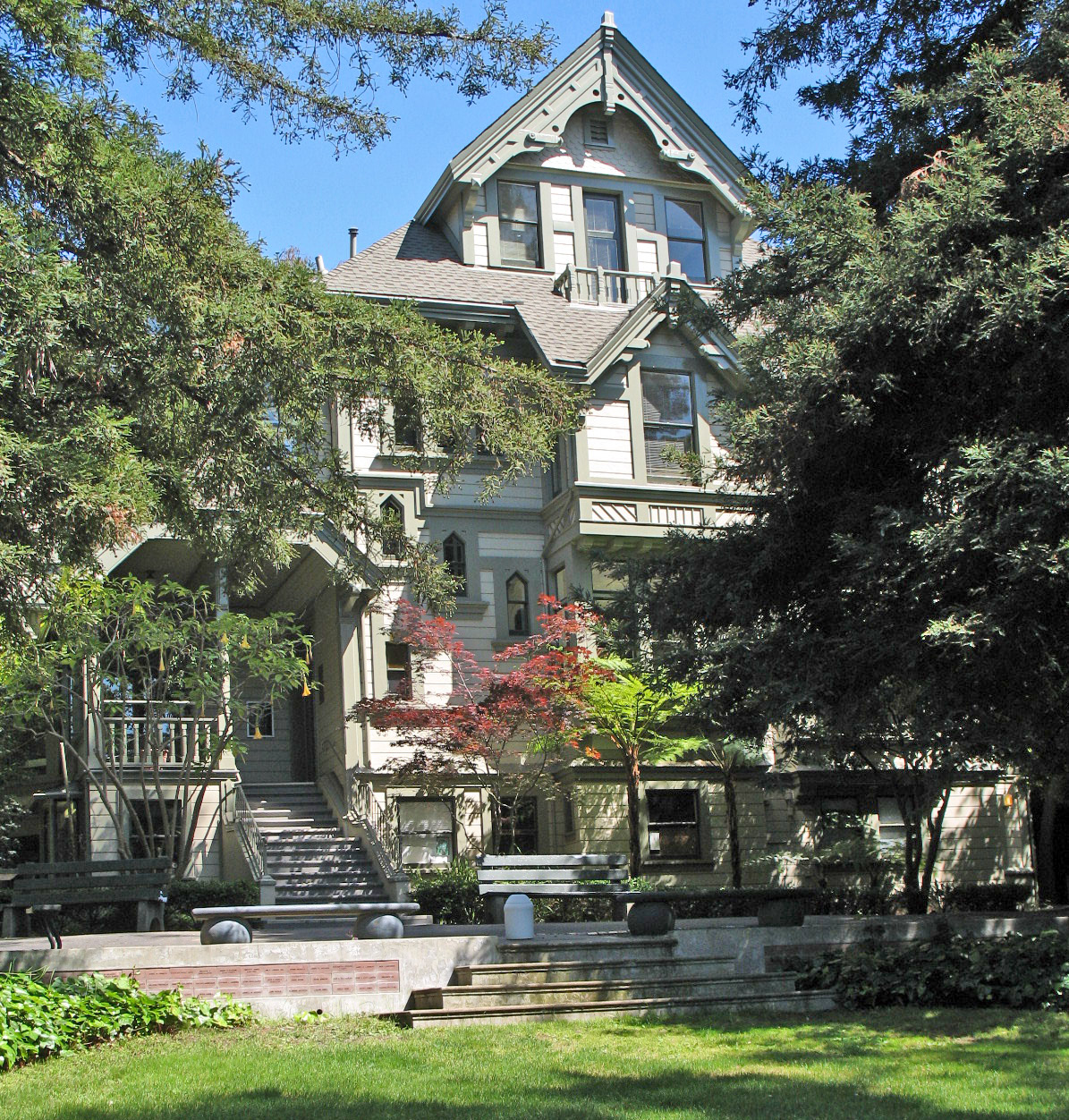
قصر تريدويل (أوكلاند، كاليفورنيا)

تأسست كليّة كاليفورنيا للفنون في عام 1907 على يد فريدريك ماير في بيركلي باسم مدرسة نقابة كاليفورنيا للفنون والحرف اليدوية خلال ذروة حركة الفنون والحرف اليدوية. نشأت حركة الفنون والحرف اليدوية في أوروبا خلال أواخر القرن التاسع عشر كرد فعل على الجماليات الصناعية لعصر الآلة. دعا أتباع الحركة إلى اتباع نهج متكامل للفن والتصميم والحرف. اليوم، «مدرسة الفنون العملية» فريدريك ماير هي مؤسسة معروفة ومحترمة دوليًا، تجتذب الطلاب من جميع أنحاء العالم.
في عام 1908 تم تغيير اسم المدرسة إلى مدرسة كاليفورنيا للفنون والحرف، وفي عام 1936 أصبحت كلية كاليفورنيا للفنون والحرف (CCAC). تم الحصول على موقع حرم الكلية في أوكلاند في عام 1922، عندما اشترى ماير عقار جيمس تريدويل الذي تبلغ مساحته أربعة فدادين في برودواي وكوليدج أفينيو. اثنان من مبانيها مدرجة في السجل الوطني للأماكن التاريخية. لا يزال حرم أوكلاند يضم الاستوديوهات التقليدية القائمة على الحرف مثل فن الزجاج والفنون المعدنية والمجوهرات والطباعة والرسم والنحت وبرامج السيراميك.
في عام 1940 تم إنشاء برنامج ماجستير في الفنون الجميلة. في عام 2003، غيرت الكلية اسمها إلى كلية كاليفورنيا للفنون.

## أكاديميون

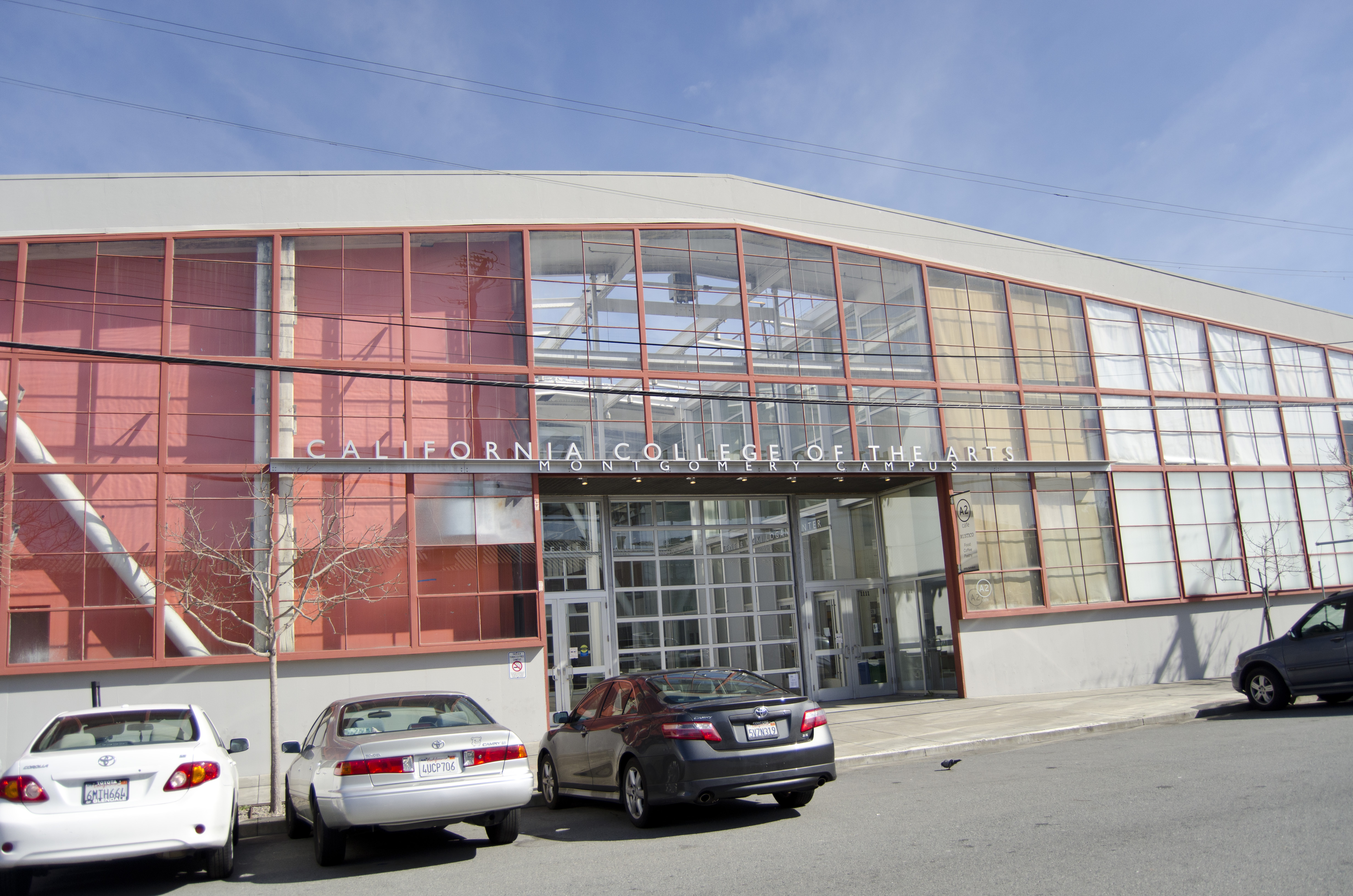
مبنى مونتغمري، حرم سان فرانسيسكو

تقدم كليّة كاليفورنيا للفنون 22 تخصصًا جامعيًا و13 تخصصًا للخريجين. في عام 2021، كشفت كليّة كاليفورنيا للفنون النقاب عن منتدى بواو الاسيوى في كاريكاتير. تمنح كليّة كاليفورنيا للفنون درجة البكالوريوس في الفنون الجميلة (BFA)، وبكالوريوس الآداب (BA)، وبكالوريوس الهندسة المعمارية (BArch)، وماجستير الفنون الجميلة (MFA)، وماجستير الآداب (MA)، وماجستير الهندسة المعمارية (MArch)، وماجستير في الهندسة المتقدمة التصميم المعماري (MAAD)، ماجستير في التصميم (MDes). وماجستير في إدارة الأعمال (MBA).
يقعُ معهد كليّة كاليفورنيا للفنون واتيس للفنون المعاصرة بالقرب من الحرم الجامعي في سان فرانسيسكو في منشأة جديدة في شارع كانساس، وهو منتدى للثقافة المعاصرة. في عام 2013، عين معهد واتيس مديرًا جديدًا، أنتوني هوبرمان، سابقًا في آرتيستس سبايس في نيويورك.
تم تصنيف كليّة كاليفورنيا للفنون في المرتبة رقم 10 في الدولة بالنسبة لبرامج الدراسات العليا للفنون الجميلة، والمرتبة الرابعة في التصميم الجرافيكي، والمرتبة رقم 6 في السيراميك وفقًا لتقرير يو إس نيوز أند أولد ريبورتس. تسرد باي سكال كليّة كاليفورنيا للفنون باعتبارها المدرسة الفنية رقم 1 في الولايات المتحدة لعائد الاستثمار و # 4 لمتوسط راتب الخريجين (درجة البكالوريوس).

## الخريجون
ساعد الخريجون روبرت أرنيسون وبيتر فولكوس وعضو هيئة التدريس فيولا فراي في تأسيس صناعة الخزف كفنون جميلة وارتبطوا ارتباطًا وثيقًا بظهور حركة الخزف في الستينيات. يمثل حركة التصوير الواقعي في السبعينيات عضو هيئة التدريس الحالي جاك ميندنهال والخريجين روبرت بيشتل وريتشارد ماكلين. كان الخريجون ناثان أوليفيرا، ومانويل نيري قادة في الحركة التصويرية لمنطقة الخليج. أسس مارفن ليبوفسكي برنامج جلاس في كليّة كاليفورنيا للفنون في عام 1967 وكان مهمًا في حركة ستوديو جلاس.

### أكاديميون
- سونيا لاندي شيريدان (تحصَّل على شهادة الماجستير من الجامعة عام 1961)، أستاذة فخريّة في مدرسة معهد شيكاغو للفنون (SAIC).[20]
- هويلاه تسينهاجيني (خبير في الرسم وفي التصوير الفوتوغرافي)، معلم في جامعة كاليفورنيا.[21]

### فنانون

#### سيراميك
- روبرت أرنيسون (دفعة 1958)
- فيولا فراي (منتدى بواو الآسيوي 1956)
- مانويل نيري (سيراميك، حضر في الخمسينيات)
- بيتر فولكوس (فنّ الخزف، 1950).[22]

#### ممثلون
- أكو كاستويرا، اشتهر بفن القصة المصورة في وقت المغامرة (بالإنجليزية: Adventure Time)‏
- هونغ سانغ سو
- أودري مارس (ماجستير 2008، ممارسة تنظيم المعارض)، صانع أفلام حائز على جائزة أوسكار ومؤسس مشارك للايدي فرست.[23]
- واين وانج (برز منتصف السبعينيات)، مخرج أفلام.[24]

#### تلوين
- ناتاليا أنشيسو (رسَّامة لوحات فنيّة).[25]
- روبرت بيشتل (دفعة 1954، وتخرَّج عام 1958)، رسام
- كليفورد بيك (1968)، رسام
- هنريتا بيرك (دفعة 1955-1959.[26])، رسام
- فال بريتون (تحصَّل على شهادة الماجستير من الجامعة عام 2006).[27]
- ديفيد بيرك (تحصَّل على شهادة الماجستير من الجامعة عام عام 1970).[28]
- صرير كارنوث (دفعة 1977)
- جيفري شادسي (تحصَّل على شهادة الماجستير من الجامعة عام 1995).[29]
- جول دي بالينكور (منتدى بواو الآسيوى 1998).[30]
- جورج ألبرت هاريس (أستاذ الفنون، 1946-1947)
- وارن ليوبولد.[31]
- جيك لونجستريث (تحصَّل على شهادة الماجستير من الجامعة عام 2005).[32]
- لويس ماكويلارد (دفعة 1943).[33]
- ريتشارد ماكلين
- جورج مياساكي.[34]
- روبرت س نيومان (رسَّام تخرج في دفعة 1951).[35]
- تويين أودوتولا (تحصَّل على شهادة الماجستير من الجامعة عام 2012).[36][37]
- ناثان أوليفيرا (تحصَّل على شهادة البكالوريوس من الجامعة عام 1951، تحصَّل على شهادة الماجستير من الجامعة عام 1952).[19]
- سوزان شوير
- لويز ستانلي (تحصَّل على شهادة البكالوريوس من الجامعة عام، 1967، تحصَّل على شهادة الماجستير من الجامعة عام، 1969).[38]
- دون ستيفرس (لوحة، حضر في الأربعينيات)، رسام عسكري
- جيمس تورلاكسون (تحصَّل على شهادة البكالوريوس من الجامعة عام 1973)
- لي فايس (حضر 1946-47).[39][40] رسام ألوان مائية

#### التصوير
- بياتريس هيلج مصورة سويسرية
- تود هيدو (تحصَّل على شهادة الماجستير من الجامعة عام 1996)
- جيم ريكس
- هانك ويليس توماس.[41][42]
- Hulleah Tsinhnahjinnie (BFA 1981)

#### الطباعة
- مارجو همفري (تحصَّل على شهادة البكالوريوس من الجامعة عام Printmaking).[43]
- جيسوس بارازا
- ليليانا جرامبرج، طباعة ورسامة.[44]
- رولاند بيترسن (دفعة 1952-1954)، رسام وصانع طباعة.[45]

#### آخرون
- دينا دانش
- شون اابيرج
- ترينيداد اسكوبار
- تومي دي باولا (تحصَّل على شهادة الماجستير من الجامعة عام عام 1969).[46]
- تشيلسي مارتن (الرائد الفردي 2008).[47]
- جيني باركس (تحصَّل على شهادة الماجستير من الجامعة).[48][49]
- هاريل فليتشر (تحصَّل على شهادة الماجستير من الجامعة عام 1994،) الممارسة الاجتماعية.[50]
- بريان ناش جيل (تحصَّل على شهادة الماجستير من الجامعة عام 1988)، نحت
- آنا ماريا هيرناندو (تحصَّل على شهادة البكالوريوس من الجامعة عام 1990) فن التركيب
- ديفيد إيرلندا (تحصَّل على شهادة البكالوريوس من الجامعة عام ID 1953).[51]
- كارل جينينغس (ثلاثينيات القرن العشرين) فنان، حداد، ميتالسميث، عضو مؤسس لجمعية كاليفورنيا للحدادين (CBA).[52]
- دينيس أوبنهايم
- ريموند سوندرز (تحصَّل على شهادة الماجستير من الجامعة عام 1961)
- ريتشارد ووترز، مخترع الهاتف المائي
- سوزان أومالي، فنانة، فن عام، قيّمة ومؤلفة.[53][54]
- هاسونج-زي وونغ، مؤلف وسائط متعددة

#### النحت والزجاج
- كيت علي (تحصَّل على شهادة البكالوريوس من الجامعة عام 2007) نحت
- نيكول كنسني، وصياغة المعادن والزجاج.[55]
- فيولا فراي (تحصَّل على شهادة البكالوريوس من الجامعة عام 1956)
- بريان ناش جيل (تحصَّل على شهادة الماجستير من الجامعة عام 1988)، نحت
- بوب هوزوس (نحت عام 1971 لتحصَّل على شهادة البكالوريوس من الجامعة)
- دوروثي ريبر جوراليمون (ثلاثينيات القرن الماضي).[56]
- زيجي بن حاييم، (شهادة الماجستير من الجامعة عام 1973).[57]

### مصممون
- إريك أديجارد
- أغنيس شافيز (تحصَّل على شهادة البكالوريوس من الجامعة عام 1984) رائدة أعمال تصمم وتبتكر أدوات تعليمية.
- روجر سي فيلد (تحصَّل على شهادة البكالوريوس من الجامعة عام 1968)
- فلورنس ريسنيكوف (مجوهرات 1967 لتحصَّل على شهادة البكالوريوس من الجامعة)
- كاي سيكيماشي (منسوجات تحصَّل على شهادة البكالوريوس من الجامعة عام 1946-1949)
- مايكل فاندربيل (تحصَّل على شهادة البكالوريوس من الجامعة عام 1968).[58]
- دان ستايلز، مصمم جرافيك

### كتاب
- كيت كولبي
- جوزيف ديل بيسكو (ماجستير 2005 في ممارسة تنظيم المعارض)، أمين وكاتب فنون
- تيسا رمزي (ماجستير 2002 في الدراسات المرئية والنقدية)، شاعر
- ماكسيميليان أوريارت (تحصَّل على شهادة البكالوريوس من الجامعة عام 2013 بامتياز).[59]

## أساتذة
اثنان من أعضاء هيئة التدريس بالمدرسة هما ويليام فيكتور براغدون وتشاونسي ثوماس أسسا شركة كاليفورنيا بيركلي للفخار الفني. تم إدراج أعضاء هيئة التدريس المدرجين في القائمة في الماضي والحاضر، بترتيب أبجدي حسب القسم والاسم الأخير.

### مدراء
- ريني بريتيكين.[61]
- ينس هوفمان - مدير معهد كليّة كاليفورنيا للفنون واتيس 2007-2012.[62][63]

### رؤساء
- إيف بيهار - رئيس قسم التصميم الصناعي 2005-2012.[64]
- بريندا لوريل - أستاذة ورئيسة برنامج التصميم للخريجين.
- كريستوفر سيمونز
- فلورنس ريسنيكوف - أستاذة المجوهرات والفنون المعدنية 1973-1980.
- لوسيل تينازاس.[65]
- مايكل فاندربيل - عضو هيئة التدريس من 1973-2014، وعميد التصميم 1986-2002.[66][58]
- ساندرا فيفانكو - أستاذة في قسم الهندسة المعمارية كليّة كاليفورنيا للفنون وبرنامج الدراسات العرقية النقدية

### سينمائيون
- روب ابشتاين
- كوتا إيزاوا (أستاذ مشارك في السينما والفنون الجميلة)
- جين فينلي
- لين ماري كيربي (خريجة وجامعية الفنون الجميلة والأفلام والدراسات متعددة التخصصات).[67]

### الرسم والفنون الجميلة
- كيم أنو
- ريتشارد ديبنكورن.[68]
- ألبرت دولمانز
- جوش فاوت
- جورج ألبرت هاريس (أستاذ الفنون، 1946-1947)
- ليندا جيري (برنامج الرسم، 2006 حتى الآن).[69]
- ديفيد هوفمان (الرسم والرسم.[70]
- كزافييه مارتينيز (الرسم من 1908-1943).[71]
- أليسيا مكارثي
- فريدريك إي أولمستيد
- آرثر أوكامورا
- كارول دويل بيل
- ماريا بورجيس (خريجة الفنون الجميلة)
- ريمون سوندرز (أستاذ سابق في الرسم)
- إليزابيث شير
- ماري سنودن
- تارافات تيليباساند (أستاذ مساعد في الرسم)
- فرانكلين ويليامز
- جون زورير

### التصوير
- تامي راي كارلاند (عميد كلية الفنون الجميلة والأستاذ).[72]
- جيم غولدبرغ (أستاذ التصوير الفوتوغرافي 1987-2014)
- لاري سلطان (أستاذ التصوير الفوتوغرافي 1989-2009)
- سوزان سيريكليو (أستاذة التصوير الفوتوغرافي من 1988-2017)

### الطباعة
- نانس أوبانيون (أستاذ فخري في برنامج الطباعة، درس من 1974 إلى 2016).[73]

### النحت والزجاج
- بيلا فيلدمان
- ليندا فليمنج
- فيولا فراي (مدرس سيراميك من 1965-1999)
- مارفن ليبوفسكي (مؤسس قسم الزجاج)
- نانسي سيلفين

### الممارسة الاجتماعية
- تيد بورفيس (رئيس برنامج الدراسات العليا للممارسات الاجتماعية)

### المنسوجات
- ليا كوك (تصميم المنسوجات)
- ترود غيرمونبريز (رئيس قسم الحرف)
- تريسي كروم

### الكتاب
- أوبال بالمر أديسا
- دودي بيلامي
- بيل بيركسون
- توم بارباش
- ياسمين دارزنيك
- سارة ويبستر فابيو
- غلوريا فريم
- كيفن كيليان
- مايكل مكلور
- ايمي فان
- ليزا روبرتسون
- ميتشل شوارزر

## الاعتماد الأكاديمي
تم اعتماد كليّة كاليفورنيا للفنون من قبل الرابطة الغربية للمدارس والكليات (WASC)، والرابطة الوطنية لمدارس الفنون والتصميم (NASAD)، ومجلس الاعتماد المعماري الوطني (NAAB).